# 질 수누
질 수누(Gilles Sunu, 1991년 3월 30일 ~ )는 토고의 축구 선수이다. 현재 프랑스 리그 2에 소속되어 있는 팀인 샤토루에서 활약하고 있다. 포지션은 윙어이다.

## 수상

### 클럽
아스널
- FA 유스컵: 2008–09
- 프리미어 아카데미 리그: 2008–09

### 국가대표
프랑스
- UEFA U-19 축구 선수권 대회: 2010
- FIFA U-20 월드컵 4위: 2011